# Загребельний Сергій Костянтинович
Сергі́й Костянти́нович Загребе́льний (28 березня 1985, Київ — 11 грудня 2022, Бахмут, Донецька область) — український військовик, лейтенант Збройних сил України, учасник російсько-української війни. Позивний «Юнга».

## Життєпис
Народився та виріс у Києві. Після закінчення СЗШ № 229 в м. Київ здобув вищу освіту за фахом юрисконсульта. Працював за спеціальністю.
У 2015—2016 роках брав участь у війні на сході України, був заступником командира роти з морально-психологічного забезпечення 16 оРХБЗ.
24.02.2022 — 11.03.2022 — заступник командира автомобільної роти з МПЗ 101-ї бригади. З 05.07.2022 по 08.09.2022 — командир 2 механізованого взводу 3 механізованої роти 34 батальйону 57-ї окремої мотопіхотної бригади. З 08.09.2022 по 11.12.2022 — командир 3 механізованої роти 34 батальйону. Виконував бойові завдання у Луганській, Миколаївській та Донецькій областях.
Загинув 11 грудня 2022 року в бою з окупантами за місто Бахмут на Донеччині. Поховали на Берковецькому кладовищі у Києві.[джерело?]
Без Сергія лишилися батьки, сестра, дружина та донька, якій на момент загибелі тата було 4 роки.